# Ольховский переулок
Ольхо́вский переу́лок — улица в центре Москвы в Красносельском районе от железнодорожной линии Казанского направления к Ольховской улице.

## Происхождение названия
Название возникло в XIX веке по протекавшей здесь речке Ольховке и её левому притоку — ручью Ольховец. Назывался также Малый Ольховецкий (1-й Ольховский тупик был в то время Большим Ольховецким) и Проектированный переулок.

## Описание
Ольховский тупик начинается от Ольховской улицы, проходит на северо-восток по направлению к железнодорожным путям Казанского направления, соединяется вдоль путей с Ольховским тупиком.

## Здания и сооружения
- № 6 — агентство «Трест-В»; Юниксторгстандарт;
- № 205 — Проектно-конструкторское бюро локомотивного хозяйства